# Astreopora gracilis
Astreopora gracilis is een rifkoralensoort uit de familie van de Acroporidae. De wetenschappelijke naam van de soort is voor het eerst geldig gepubliceerd in 1896 door Bernard.